# Volkswagen T-Roc
La Volkswagen T-Roc è un'autovettura di tipo crossover SUV prodotta dalla casa automobilistica tedesca Volkswagen dal 2017.

## Caratteristiche tecniche

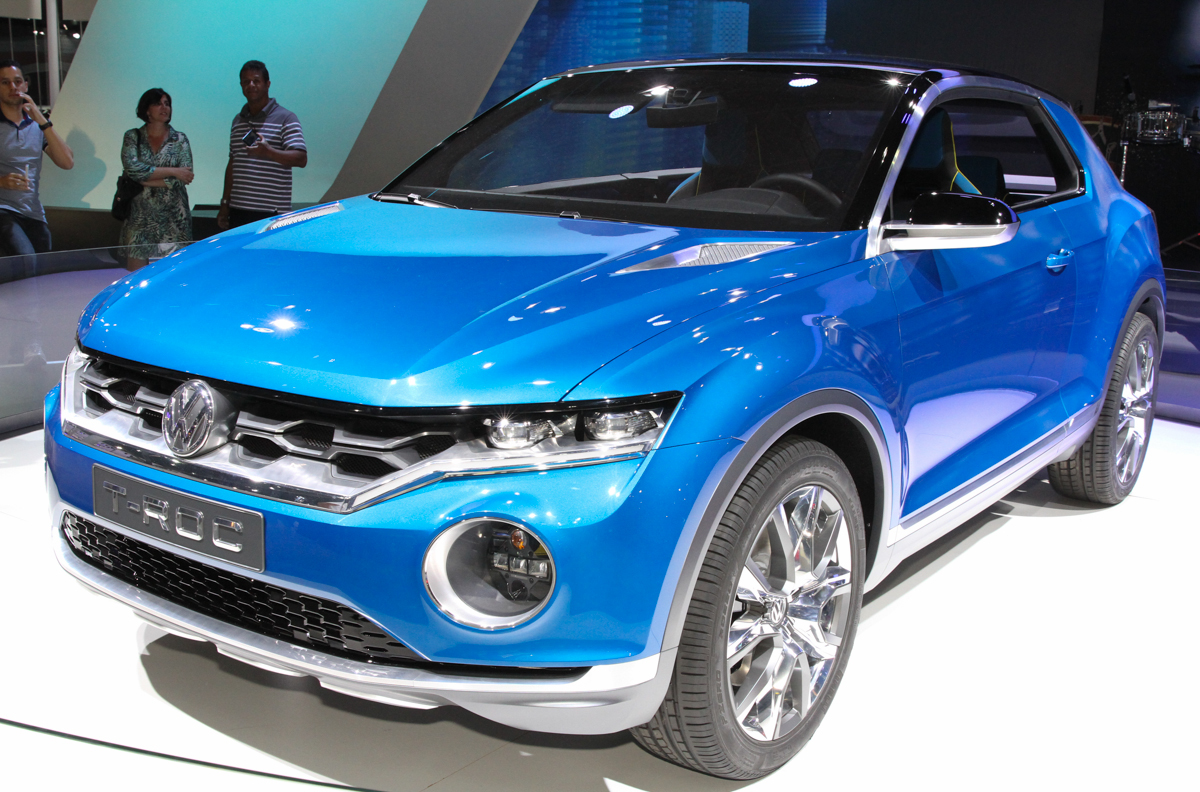
T-Roc Concept

Presentata ufficialmente il 23 agosto 2017 sul lago di Como, viene costruita in Portogallo, vicino a Lisbona. È in vendita in Europa dal novembre 2017 e le prime consegne sono cominciate nel gennaio 2018. Si posiziona nella categoria della sorella gemella Audi Q2, insieme a Fiat 500X, Jeep Renegade, Mini Countryman, Mazda CX-3 e Toyota C-HR.
La prima concept car è stata presentata al Salone dell'automobile di Ginevra del 2014.
Lunga 4234 mm, larga 1819 mm (1992 mm con retrovisori), alta 1533 mm (1573 mm con antenna) con luce da terra di 161 mm e con un passo di 2590 mm, ha una massa a vuoto tra i 1195 kg e i 1455 kg.
Si basa sul pianale MQB, condiviso con diverse auto del Gruppo Volkswagen tra cui la Volkswagen Golf, la Volkswagen Tiguan, l'Audi A3, la nuova Audi Q3, la SEAT Ateca e la Škoda Karoq.
In Italia sono disponibili al lancio le motorizzazioni benzina 1.0 TSI e 1.5 TSI e la diesel 2.0 TDI a trazione integrale. Queste ultime due motorizzazioni anche col cambio automatico. Successivamente nel giugno 2018 viene introdotta la diesel 1.6 TDI a trazione anteriore e col solo cambio manuale. In edizione limitata la benzina 2.0 TSI da 190 CV, quattro ruote motrici e cambio automatico.
Sulle versioni con trazione integrale è presente il sistema 4Motion Active Control, già visto sulla seconda generazione della Tiguan. Grazie ad un selettore a ghiera posto dietro alla leva del cambio, il conducente può selezionare il fondo su cui si sta viaggiando per ottimizzare la risposta della trazione ed altri parametri. Le modalità sono Snow, Normal (strada), Offroad e Offroad Individual, quest'ultima dà la possibilità di personalizzare i parametri. Premendo la ghiera quando si è in modalità Normal, il sistema offre anche la selezione tra le impostazioni Normal, Sport, Eco ed Individual.

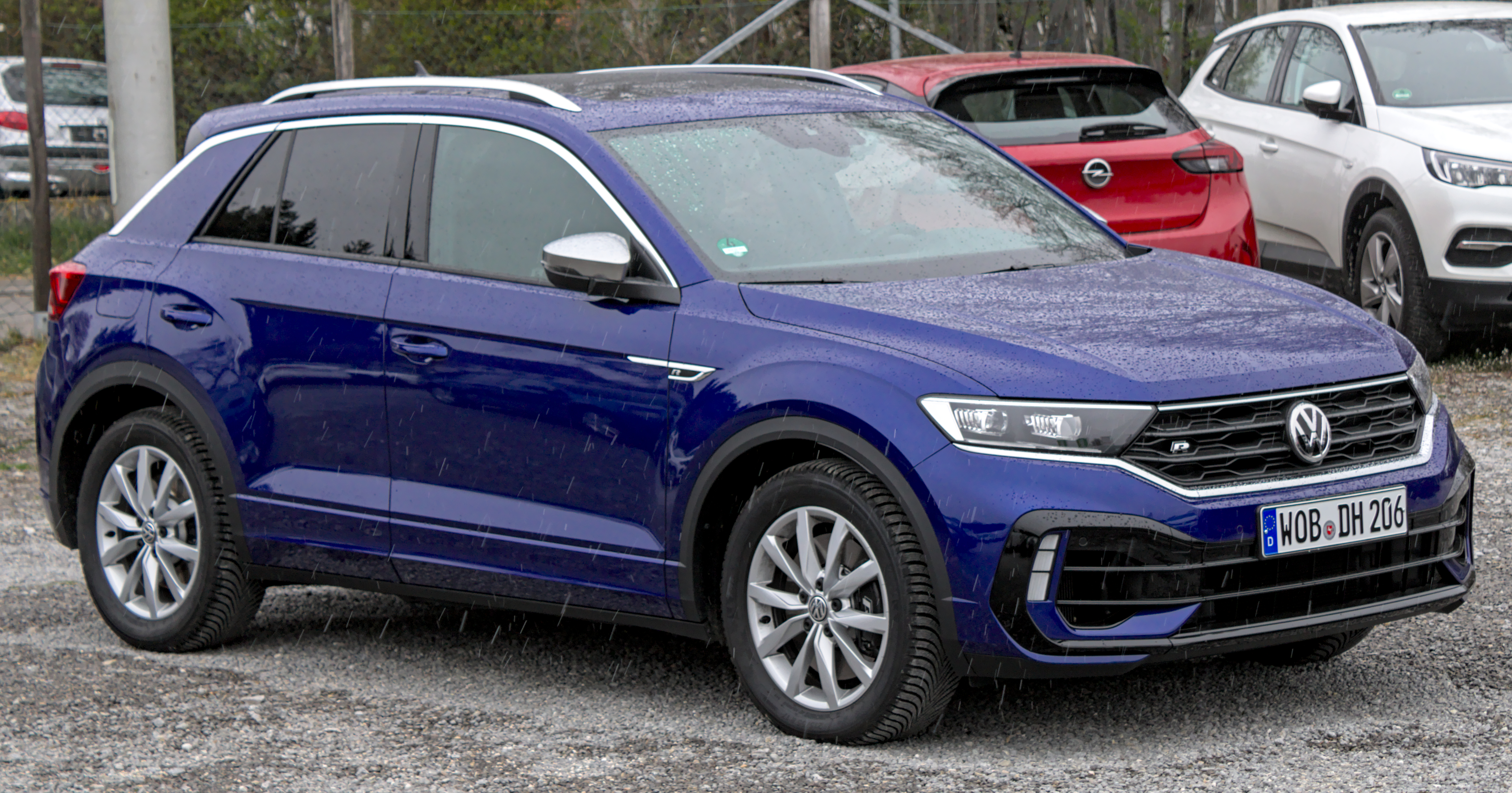
T-Roc R

Due gli allestimenti per il mercato italiano, lo Style e l'Advanced, che hanno entrambi di serie oltre al Front Assist per il riconoscimento pedoni, anche il Lane Assist (oltre i 65 km/h assiste attivamente la sterzata) e l'Adaptive Cruise Control, ovvero il regolatore di velocità adattivo che tramite il radar posto nell'emblema anteriore regola la velocità rispetto all'auto che precede. A richiesta si può aggiungere il pacchetto R-Line.
Nel mese di settembre 2018 è il SUV compatto più venduto in Italia.

## T-Roc R
La versione ad alte prestazioni della vettura è stata chiamata T-Roc R ed è stata presentata nel febbraio 2019. Esteticamente la versione R presenta nuovi paraurti anteriori e posteriori, con dei nuovi fendinebbia composti da tre LED. Questa versione condivide lo stesso schema tecnico e il medesimo motore a benzina turbocompresso da 2,0 litri da 300 CV e 400 Nm della Golf R.
Come per la Golf, è disponibile di serie solo con la trazione integrale 4Motion, costituita da un differenziale a controllo elettronico che, di base, è una trazione anteriore abbinata a una frizione Haldex che, all'occorrenza ripartisce il 50% della coppia al retrotreno. La vettura ha subito anche un adeguamento meccanico, con una nuova configurazione delle sospensioni ribassate di 20 mm rispetto all'auto standard. Inoltre, viene fornito come opzionale gli scarichi Akrapovič.

## T-Roc Cabriolet

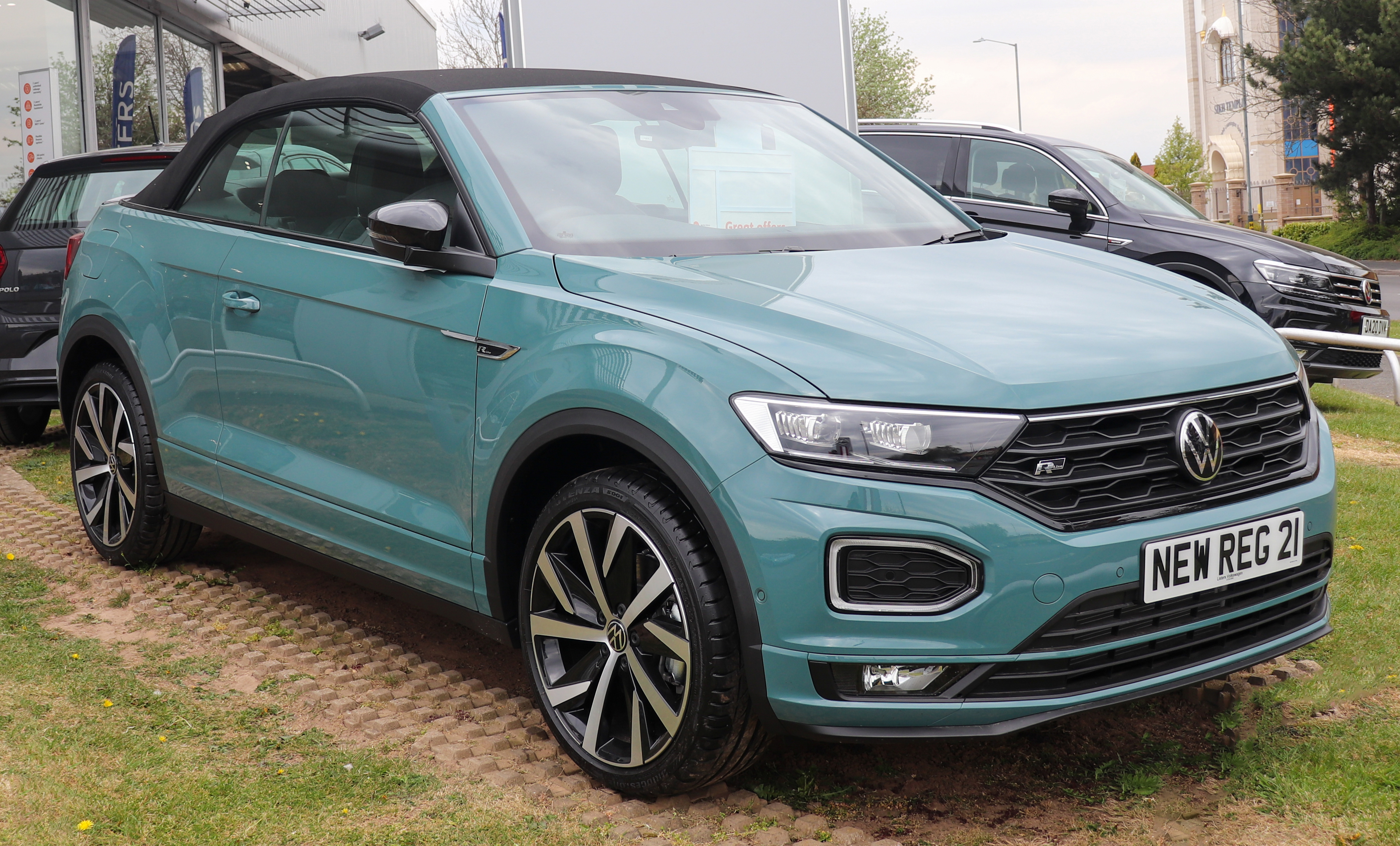
T-Roc Cabriolet

La T-Roc Cabriolet è stata lanciata nell'aprile 2020. Nonostante sia basata sul modello standard, la T-Roc Cabriolet presenta molti pannelli della carrozzeria inediti, poiché dal passaruota anteriori ogni lamierato è specifico per questa versione. Il passo è più lungo, ci sono solo due porte laterali e il montante centrale è stato rimosso insieme al tetto per rendere possibile l'azionamento della capote in tessuto. Per far fronte alla perdita di rigidità torsionale causata dall'assenza del tetto e del montante centrale, il telaio è stato modificato e irrobustito con nuove traverse e i montanti del parabrezza sono stati rinforzati.
Il meccanismo di apertura del tetto è nascosto dietro la carrozzeria vicino ai sedili posteriori, col divano posteriore che può ospitare solo due passeggeri. Invece di un portellone, si accede al bagagliaio da un piccolo sportello. Il bagagliaio è più piccolo con solo 284 litri a disposizione, circa 161 litri in meno rispetto alla versione standard. Il tetto in tessuto può essere aperto o chiuso fino a 30 km/h, impiegando nove secondi per chiudersi e 11 secondi per aprirsi. Il meccanismo per apertura del tetto è lo stesso che veniva impiegato sulla Golf Cabriolet.

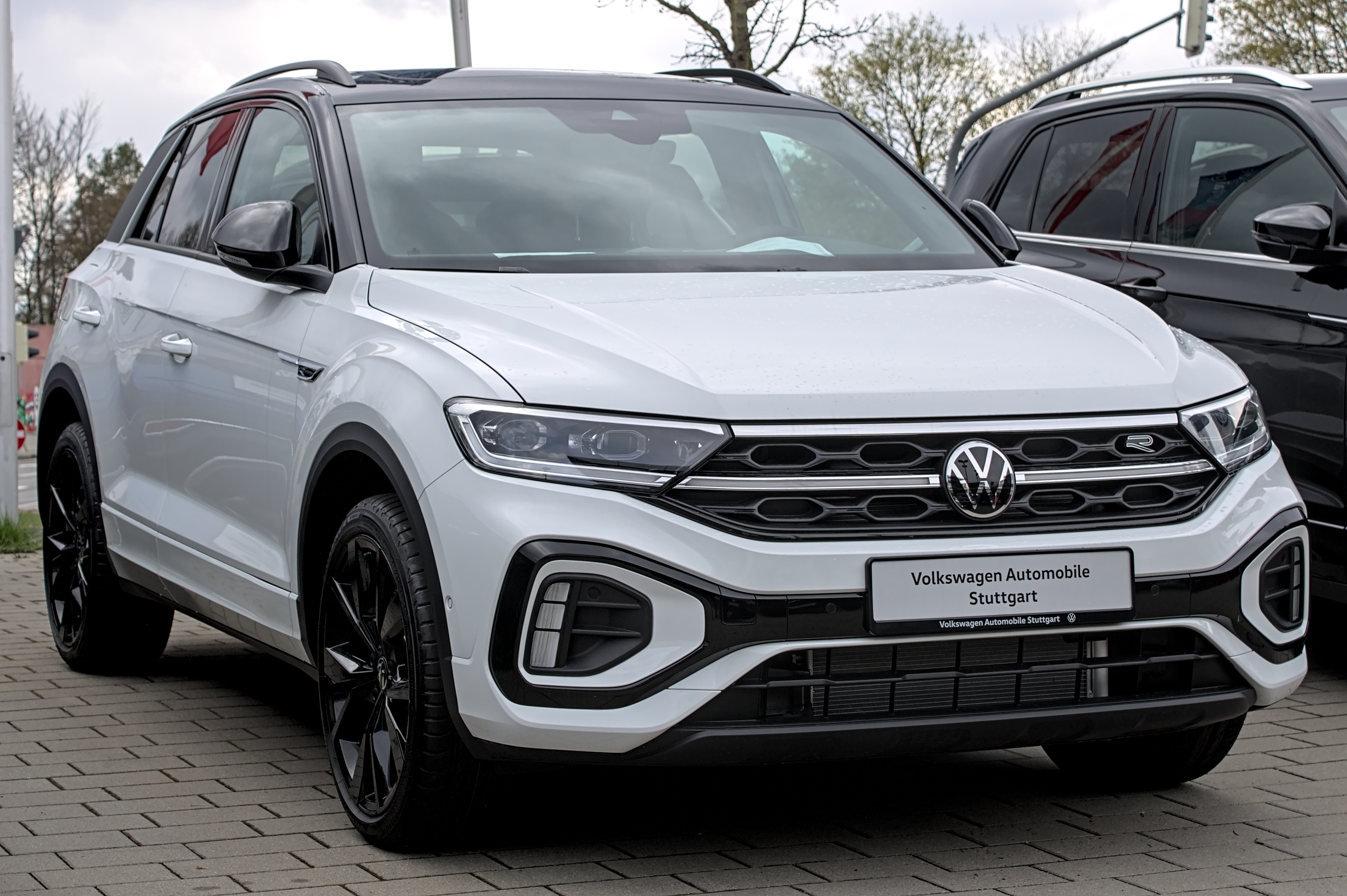
T-Roc Restyling

In gamma sono disponibili solo due motorizzazioni a benzina: un'unità a tre cilindri da 1,0 litri da 115 CV e un quattro cilindri da 1,5 litri che produce 150 CV. Questa variante è assemblata nello stabilimento Volkswagen di Osnabrück in Germania.

## Restyling 2021
Nel novembre 2021 è stato presentato il restyling della T-Roc, caratterizzato da lievi modifiche ai paraurti anteriori e posteriori, da una griglia frontale leggermente più ampia dal disegno differente e da fanali con una nuova trama interna completamente a LED. All'interno sono stati modificati e migliorati sia gli assemblaggi che la qualità dei materiali e delle finiture; inoltre è stata rivista la plancia e il cruscotto, con nuovi display e dotato di un sistema di gestione infotelematico.

## Motorizzazioni
|                            | 1.0 TSI                     | 1.5 TSI                     | 1.5 TSI                     | 2.0 TSI                     | 2.0 TSI                     | 2.0 TDI                    | 2.0 TDI                    | 2.0 TDI                    | 2.0 TDI                    |
| -------------------------- | --------------------------- | --------------------------- | --------------------------- | --------------------------- | --------------------------- | -------------------------- | -------------------------- | -------------------------- | -------------------------- |
| Motore                     | 3 cilindri in linea benzina | 4 cilindri in linea benzina | 4 cilindri in linea benzina | 4 cilindri in linea benzina | 4 cilindri in linea benzina | 4 cilindri in linea diesel | 4 cilindri in linea diesel | 4 cilindri in linea diesel | 4 cilindri in linea diesel |
| Alimentazione              | Turbocompressa              | Turbocompressa              | Turbocompressa              | Turbocompressa              | Turbocompressa              | Turbocompressa             | Turbocompressa             | Turbocompressa             | Turbocompressa             |
| Cilintrata (cm3)           | 999                         | 1498                        | 1498                        | 1984                        | 1984                        | 1968                       | 1968                       | 1968                       | 1968                       |
| Potenza massima (cv)       | 115                         | 150                         | 150                         | 190                         | 300                         | 115                        | 150                        | 150                        | 150                        |
| al regime di (giri/min)    | 5500                        | 6000                        | 6000                        | 5500                        | da 5300 a 6500              | 5500                       | 4000                       | 4000                       | 4000                       |
| Coppia massima (N m)       | 200                         | 250                         | 250                         | 320                         | 400                         | 250                        | 360                        | 360                        | 360                        |
| al regime di (giri/min)    | 2000                        | 1500                        | 1500                        | 1500                        | da 2000 a 5200              | da 1750 a 2500             | da 1750 a 2750             | da 1750 a 2750             | da 1750 a 2750             |
| Cambio                     | Manuale 6 rapporti          | Manuale 6 rapporti          | Automatico DSG7             | Automatico DSG7             | Automatico DSG7             | Manuale 6 rapporti         | Manuale 6 rapporti         | Automatico DSG7            | Automatico DSG7            |
| Trazione                   | Anteriore                   | Anteriore                   | Anteriore                   | Integrale                   | Integrale                   | Anteriore                  | Anteriore                  | Anteriore                  | Integrale                  |
| Velocità massima (km/h)    | 187                         | 205                         | 205                         | 216                         | 250                         | 187                        | 205                        | 205                        | 200                        |
| 0-100 km/h (secondi)       | 10,1                        | 8,6                         | 8,4                         | 7,2                         | 4,9                         | 10,9                       | 8,8                        | 8.5                        | 8.5                        |
| Consumo (L/100km)          | 6,0/4,5/5,1                 | 6,6/4,6/5,3                 | 6,6/4,7/5,4                 | 8,4/5,7/6,7                 | 9,1/6,6/7,7                 | 4,9/3,9/4,3                | 5.6/4,2/4,6                | 5,5/4,1/4,6                | 5,8/4,6/5,0                |
| Capacità del serbatoio (L) | 50                          | 50                          | 50                          | 55                          | 55                          | 55                         | 55                         | 55                         | 55                         |
| Massa a vuoto (kg)         | 1195                        | 1255                        | 1275                        | 1420                        | 1575                        | 1395                       | 1450                       | 1450                       | 1530                       |
| Emissioni di CO2 (g/km)    | 117                         | 120                         | 122                         | 153                         | 161                         | 130                        | 132                        | 132                        | 155,4                      |
| Normativa ambientale       | Euro 6d Temp                | Euro 6d Temp                | Euro 6d Temp                | Euro 6d Temp                | Euro 6d Temp                | Euro 6d Temp               | Euro 6d Temp               | Euro 6d Temp               | Euro 6d Temp               |